# ألف ويلهلم لوندبيرغ
ألف ويلهلم لوندبيرغ (بالنرويجية البوكمول: Alf Wilhelm Lundberg)‏ هو عازف جاز وعازف قيثارة وملحن نرويجي، ولد في 8 مايو 1979 في هاوغسوند في النرويج.

## وصلات خارجية
- الموقع الرسمي
- ألف ويلهلم لوندبيرغ على موقع ميوزك برينز (الإنجليزية)